# Beka II de Samtskhé
Beka II de Samtskhé (en géorgien : ბექა II ჯაყელი ; 1332-1391) est un prince géorgien (mtavari) et dirigeant du Samtskhé de 1361 à 1391.

## Biographie
Il est nommé atabeg du Samtskhé par son cousin paternel, le roi géorgien Bagrat V. Depuis 1372, il gouverne la principauté avec son frère Chalva. Quand celui-ci meurt en 1389, il est remplacé par son fils, Aghbougha Ier. L'autorité de Beka II sur le Samtskhé est perdue lors de l'invasion de la Géorgie par Tamerlan. À la suite des campagnes dévastatrices de Tamerlan, Beka II abandonne le roi Bagrat V et se rend à l'ennemi. Il meurt en 1391 et laisse son trône à son fils, Jean II, qui partage le pouvoir avec Aghbougha jusqu'em 1395. La dynastie des Djaqeli qui suit descend de Beka II.